# Great Moon Hoax

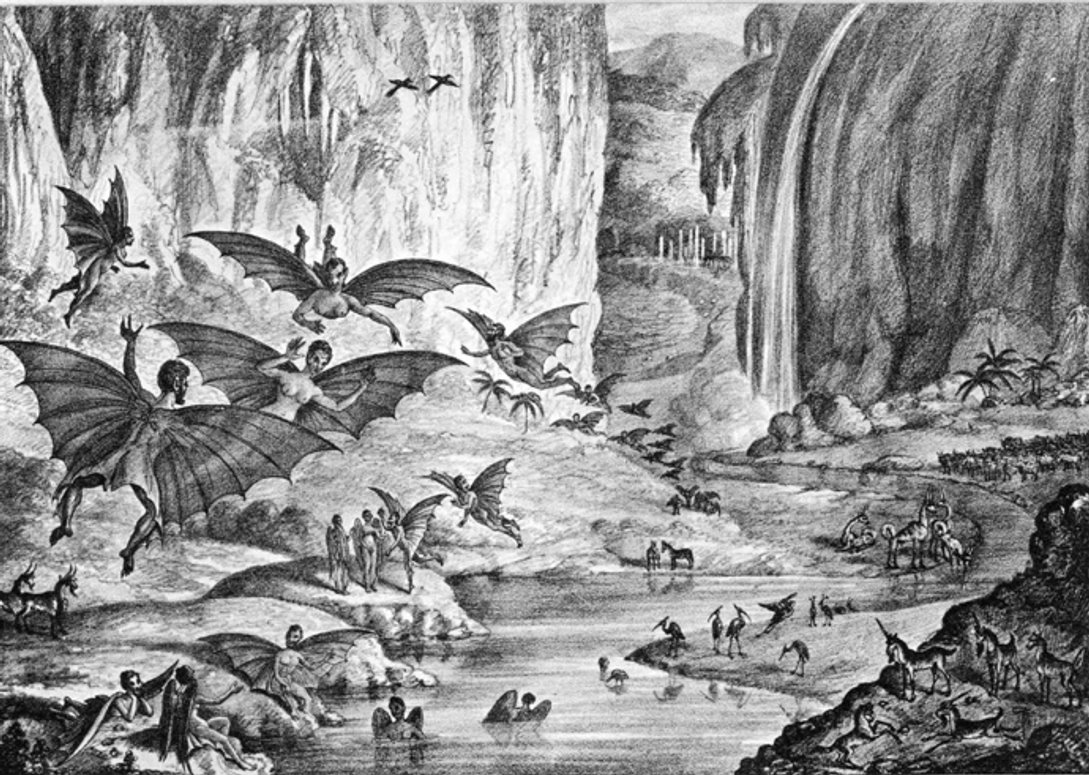
Lithographie parue le 28 août 1835 dans The New York Sun.

Le Great Moon Hoax (litt. « grand canular lunaire ») est une série de six articles publiés par Richard Adams Locke du 25 au 31 août 1835 dans The New York Sun, qui relataient la fausse découverte d'une vie extraterrestre sur la Lune, les Sélénites, attribuée à John Herschel qui était sans doute le plus grand astronome de son époque.

## Réactions

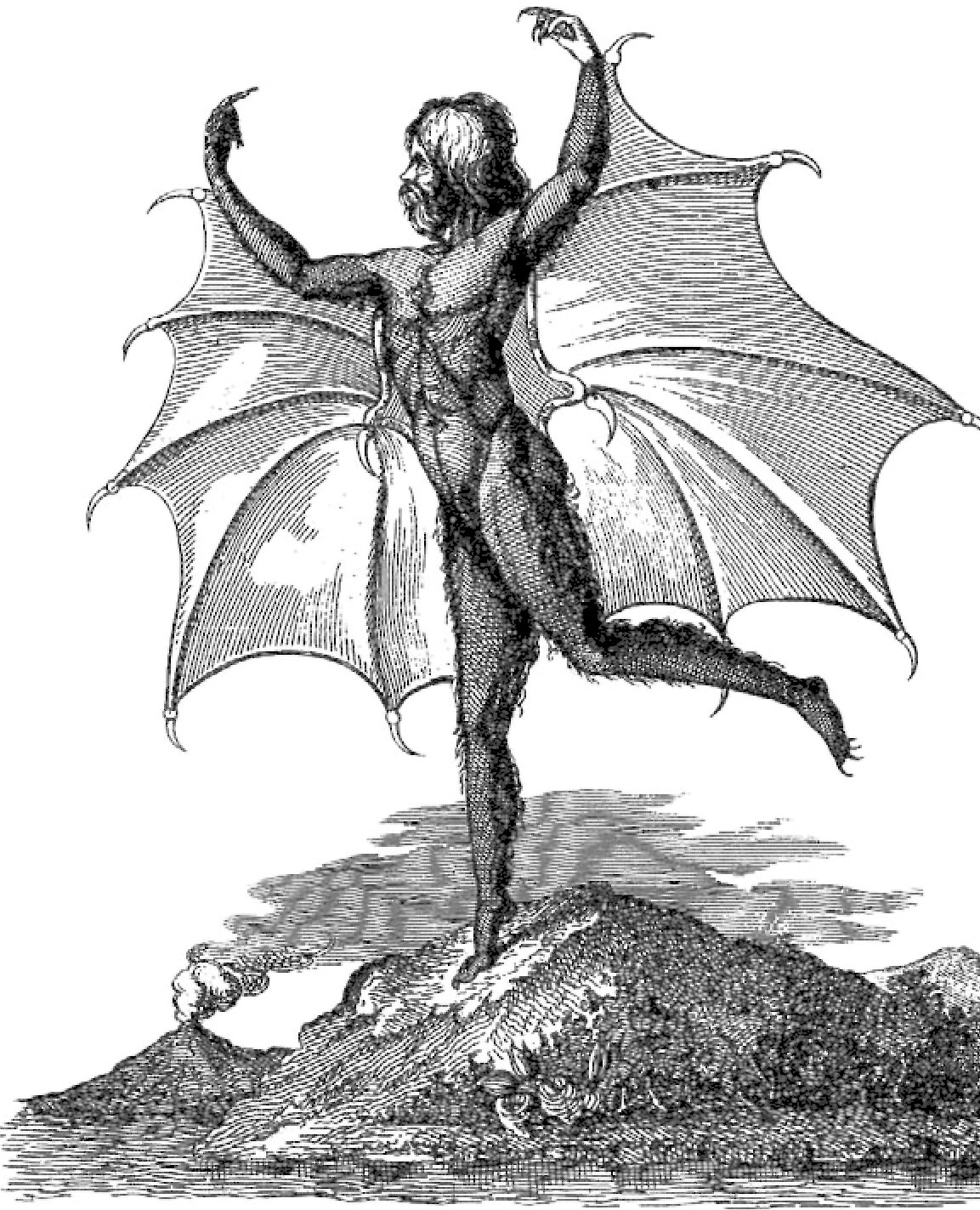
Portrait d'un homme-chauve-souris.

Les articles sont traduits en France au moins deux fois. La première traduction fut publiée à Lyon en 1835 sous le titre Découvertes dans la lune faites au Cap de Bonne-Espérance par Herschel fils, astronome anglais.
Une deuxième traduction par Victor Considerant et Raymond Brucker fut publiée chez Masson et Duprey en 1836 sous le titre Publication complète des nouvelles découvertes de sir John Herschel dans le ciel austral et dans la lune
Ce canular éclipsa celui d'Edgar Allan Poe, l'Aventure sans pareille d'un certain Hans Pfaall, parue en juin 1835.